# IC 365
IC 365  ist eine linsenförmige Galaxie vom Hubble-Typ S0/a im Sternbild Stier auf der Ekliptik. Sie ist schätzungsweise 325 Millionen Lichtjahre von der Milchstraße entfernt und hat einen Durchmesser von etwa 95.000 Lj.
Im selben Himmelsareal befinden sich u. a. die Galaxien NGC 1550, IC 363, IC 364, IC 2057.
Das Objekt wurde am 12. Januar 1894 vom französischen Astronomen Stéphane Javelle entdeckt.